# Regional Rugby Championship 2015-2016
La Regional Rugby Championship 2015-16 fu la 9ª edizione della Regional Rugby Championship, competizione per club di rugby a 15 internazionale.
Il torneo fu vinto dal Lubiana.

## Squadre partecipanti
Furono selezionate 6 squadre di 5 nazioni in base al loro ranking della stagione precedente.
| Squadra          | Nazione              |
| ---------------- | -------------------- |
| Nada             | Croazia              |
| Čelik            | Bosnia ed Erzegovina |
| Sportex Rugby    | Serbia               |
| Sinj             | Croazia              |
| Lubiana          | Slovenia             |
| Rugby Club Donau | Austria              |

## Classifica finale
| Pos. | Squadra          | Città    | Nazione              |
| ---- | ---------------- | -------- | -------------------- |
| 1.   | Lubiana          | Lubiana  | Slovenia             |
| 2.   | Sinj             | Signo    | Croazia              |
| 3.   | Nada             | Spalato  | Croazia              |
| 4.   | Sportex Rugby    | Belgrado | Serbia               |
| 5.   | Rugby Club Donau | Vienna   | Austria              |
| 6.   | Čelik            | Zenica   | Bosnia ed Erzegovina |